# Wenbei (sockenhuvudort i Kina, Jiangxi Sheng, lat 26,94, long 115,11)
Wenbei är en sockenhuvudort i Kina. Den ligger i provinsen Jiangxi, i den sydöstra delen av landet, omkring 210 kilometer söder om provinshuvudstaden Nanchang. Antalet invånare är 13 012. Befolkningen består av 6 286 kvinnor och 6 726 män. Barn under 15 år utgör 23,0 %, vuxna 15-64 år 68 %, och äldre över 65 år 7,0 %.
Runt Wenbei är det ganska tätbefolkat, med 192 invånare per kvadratkilometer. Närmaste större samhälle är Wanhe, 10,1 km sydväst om Wenbei. Trakten runt Wenbei består till största delen av jordbruksmark.
Genomsnittlig årsnederbörd är 1 988 millimeter. Den regnigaste månaden är maj, med i genomsnitt 312 mm nederbörd, och den torraste är oktober, med 25 mm nederbörd.